# Cyphostemma dasypleurum
Cyphostemma dasypleurum là một loài thực vật hai lá mầm trong họ Nho. Loài này được (C.A.Sm.) J.J.M.van der Merwe miêu tả khoa học đầu tiên năm 1971.